# Карломан I
Карлома́н (фр. Carloman; 751 — 4 грудня 771) — король франків з 768 року, з династії Каролінгів.

## Біографія

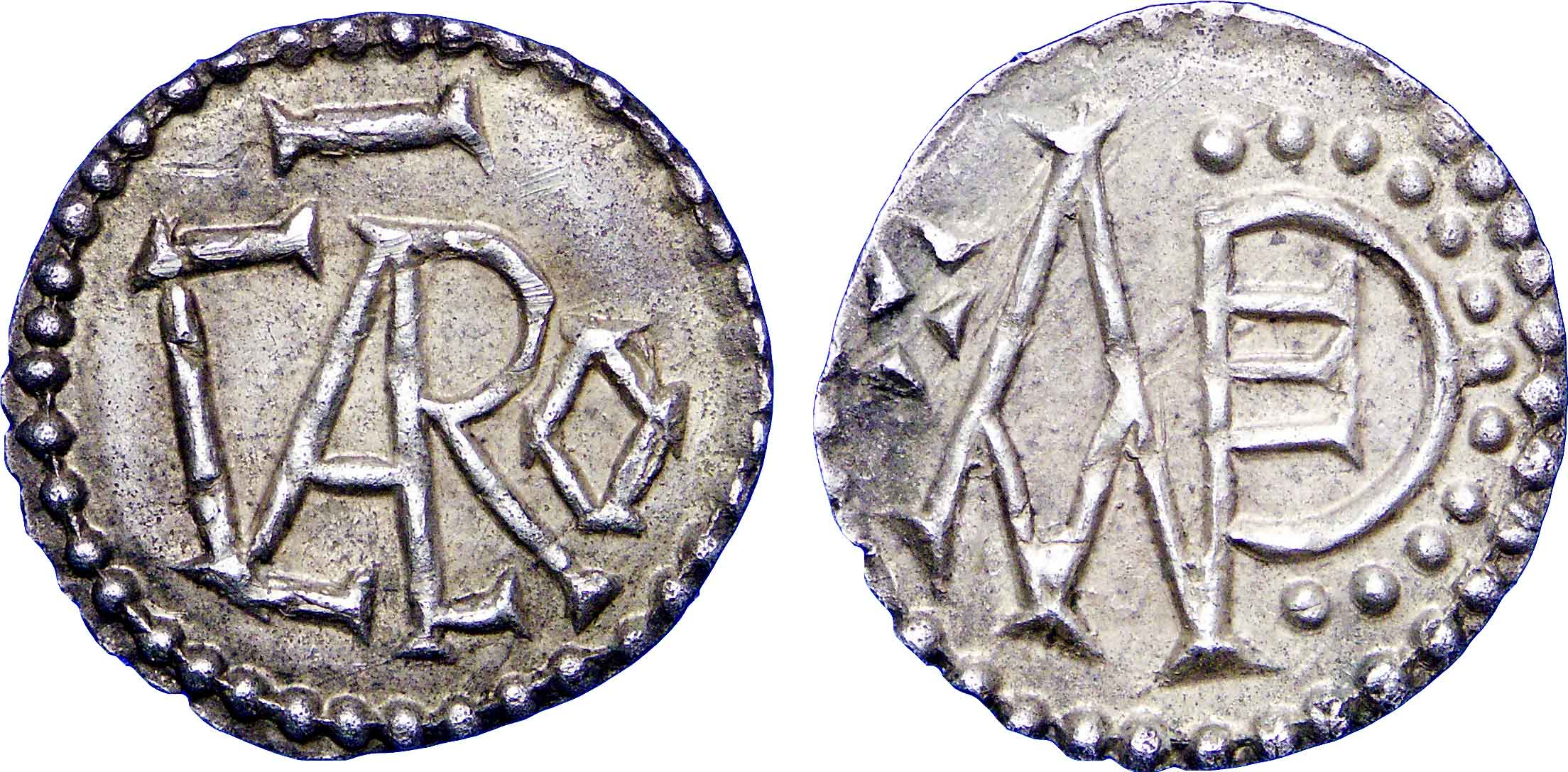
Денарій часів правління Карломана

Карломан був другим сином Піпіна Короткого і Бертради Лаонської, а також був молодшим братом Карла Великого.
За розділом, зробленим Піпіном перед смертю 768 року, Карломан отримав на перший погляд компактний, а фактично різнорідний блок земель, що охоплює територію від Суассона до Марселя і від Тулузи до Базеля, тобто Ельзас, Бургундію, Прованс, так звану Готію, східну частину Аквітанії, Алеманнію та ймовірно, південні частини Австразії та Нейстрії.
Від початку царювання між братами встановилися погані відносини. Під час походу Карла 769 року для приборкання повстання в Аквітанії Карломан не надав йому обіцяної допомоги, чим накликав на себе звинувачення у підступності. Угода між братами, що була укладена 770 року, завдяки сприянню їх матері Бертруди, дозволила їм деякий час проводити спільні дії щодо італійської політики, проте вона скоро знову розпалася — ймовірно, у зв'язку зі справами Італії, де Карломан був більш схильний підтримувати лангобардів, а Карл — папу. Між братами вже була готова спалахнути війна, коли 4 грудня 771 року Карломан помер у своєму палаці Самуссі й був похований в базиліці Святого Ремігія в місті Реймсі, проте в XIII столітті його перепоховано в базиліці Сен-Дені.
Королівство Карломана захопив його брат Карл, а його дружина Герберга і син Піпін, що народився 770 року, знайшли притулок у короля лангобардів Дезидерія.